# Populina (compuesto químico)
La populina es un glucósido que se encuentra en las cortezas, brotes y hojas de ciertas especies de álamo (Populus). La escisión alcalina de populina produce benzoato y el glucósido salicina.